# Callicorini
Callicorini es una tribu de lepidópteros perteneciente a la familia Nymphalidae. 

## Géneros
Contiene los siguientes géneros:
- Antigonis - Callicore - Catacore - Diaethria - Haematera - Mesotaenia - Orophila - Paulogramma - Perisama